# Bronisław Musielak

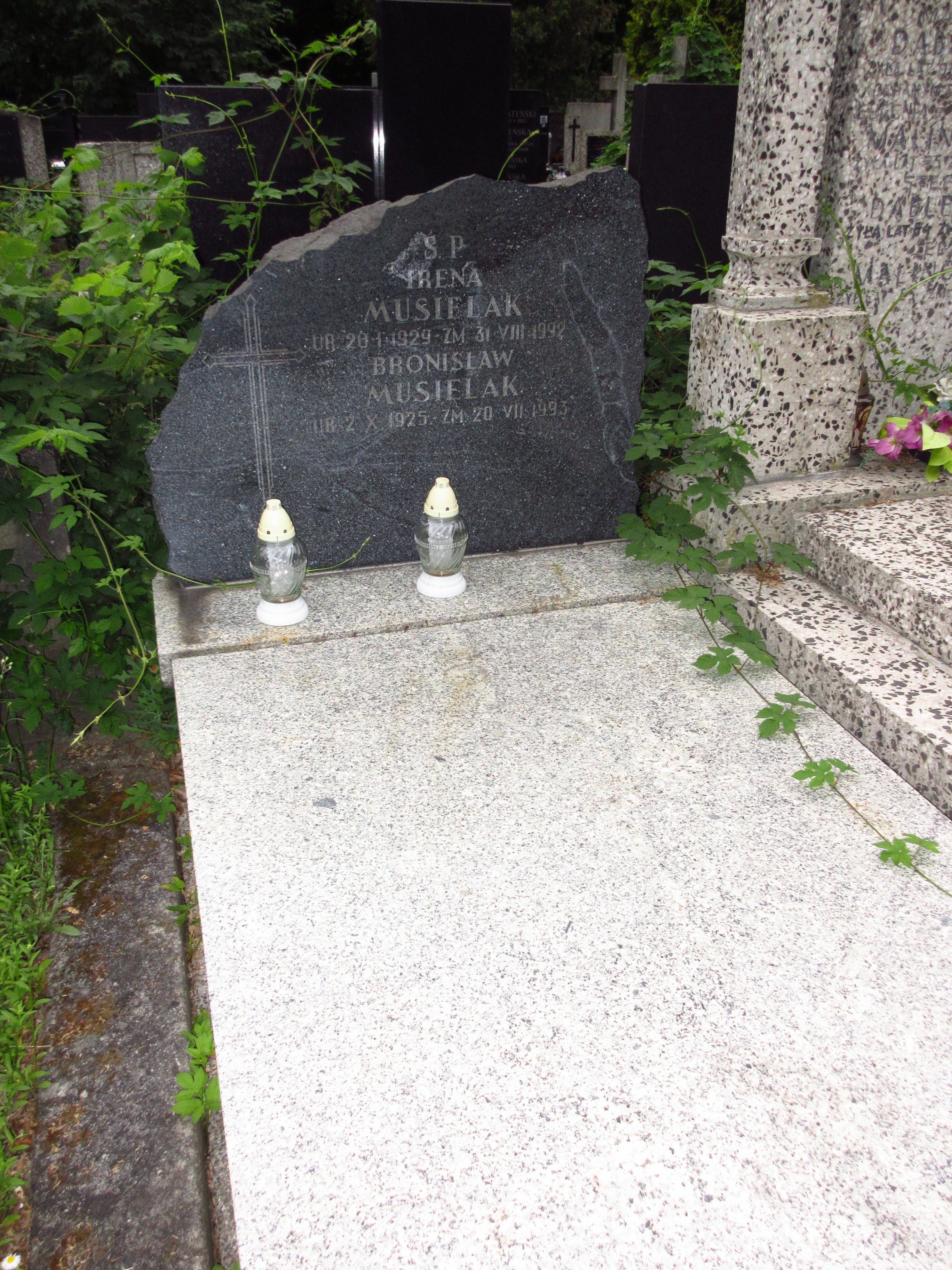
Grób Bronisława Musielaka na Cmentarzu Bródnowskim.

Bronisław Musielak (ur. 2 października 1925 w Lens, zm. 20 lipca 1993) – polski dyplomata, ambasador w Nigerii (1963–1967), Iranie (1969–1973) i Wietnamie (1982–1985).

## Życiorys
Szkołę powszechną i zawodową ukończył w Lens w północnej Francji, dokąd jego rodzice wyemigrowali w celach zarobkowych. W latach 1936–1937 należał do sekcji harcerskiej Organizacji Młodzieży Towarzystwa Uniwersytetu Robotniczego (OM TUR). W okresie okupacji działał we francuskim ruchu oporu, był członkiem komunizującej organizacji Wolni Strzelcy i Partyzanci Francuscy (FTPF). W kwietniu 1945 wstąpił do Francuskiej Partii Komunistycznej. W latach 1942–1946 pracował jako ślusarz w przemyśle górniczym.
W 1946 wrócił do Polski. W 1954 na Politechnice Śląskiej w Gliwicach uzyskał dyplom inżyniera mechaniki. W sierpniu 1954 rozpoczął pracę w Ministerstwie Spraw Zagranicznych. Od grudnia 1954 do maja 1960 przebywał na stanowisku radcy Ambasady w Nowym Delhi. Od 1960 do 1963 naczelnik Wydziału Azji Południowo-Wschodniej w Departamencie V MSZ. W latach 1963–1967 pełnił funkcję ambasadora w Nigerii, akredytowanego także w Togo. Po powrocie naczelnik wydziału w Departamencie II (1967–1969). W latach 1969–1973 na stanowisku ambasadora w Iranie. Następnie radca i doradca ministra w MSZ oraz sekretarz Międzyresortowej Komisji Opiniodawczo-Doradczej do Spraw Współpracy z Organizacjami Międzynarodowymi. Od marca 1982 do 1985 ambasador w Wietnamskiej Republice Socjalistycznej.
W 1946 został członkiem Polskiej Partii Robotniczej, a następnie Polskiej Zjednoczonej Partii Robotniczej. Jako działacz PZPR był m.in. I sekretarzem Podstawowej Organizacji Partyjnej przy Politechnice Śląskiej (1952–1954), I sekretarzem POP przy Ambasadzie w Nowym Delhi (1959) oraz I sekretarzem Komitetu Zakładowego MSZ (1960–1963).
Syn Antoniego i Małgorzaty. Pochowany na cmentarzu Bródnowskim w Warszawie (kwatera 26E-1-23).